# Andreas Schlütter
Andreas Schlütter (Suhl, RDA, 17 de agosto de 1972) es un deportista alemán que compitió en esquí de fondo. 
Participó en tres Juegos Olímpicos de Invierno, entre los años 1998 y 2006, obteniendo dos medallas en la prueba de relevo, bronce en Salt Lake City 2002 (junto con Jens Filbrich, Tobias Angerer y René Sommerfeldt) y plata en Turín 2006 (con Jens Filbrich, René Sommerfeldt y Tobias Angerer).
Ganó tres medallas en el Campeonato Mundial de Esquí Nórdico entre los años 2001 y 2005.

## Palmarés internacional
| Juegos Olímpicos   | Juegos Olímpicos                | Juegos Olímpicos  | Juegos Olímpicos |
| Año                | Lugar                           | Medalla           | Prueba           |
| ------------------ | ------------------------------- | ----------------- | ---------------- |
| 2002               | Salt Lake City (Estados Unidos) | Medalla de bronce | Relevo 4 × 10 km |
| 2006               | Turín (Italia)                  | Medalla de plata  | Relevo 4 × 10 km |
| Campeonato Mundial |                                 |                   |                  |
| Año                | Lugar                           | Medalla           | Prueba           |
| 2001               | Lahti (Finlandia)               | Medalla de bronce | Relevo 4 × 10 km |
| 2003               | Val di Fiemme (Italia)          | Medalla de plata  | Relevo 4 × 10 km |
| 2005               | Oberstdorf (Alemania)           | Medalla de plata  | Relevo 4 × 10 km |